# Šavkat Mirzijajev
Šavkat Mirzijojev (Jizzakh, 24. srpnja 1957.) predsjednik je Uzbekistana od 14. prosinca 2016. godine. Od 12. prosinca 2003. do 14. prosinca 2016. godine bio je predsjednik vlade Uzbekistana, a od 8. rujna 2016. do 14. prosinca 2016. godine prijelazni predsjednik nakon smrti Islama Karimova.

## Karijera
Prije stupanja na položaj uzbekistanskog premijera Mirzijojev je bio prvo guverner granične pokrajine, a potom Samarkanda između 2001. i 2003. godine. U svojoj političkoj, premijerskoj aktivnosti Šavkat je postao najpoznatiji po zahlađenju državnih odnosa sa SAD-om nakon pokušaja državnog udara 2005. godine i jačanju političko-ekonomskih aktivnosti s Južnom Korejom što je dovelo do ugovora o prodaji urana i povećanju trgovine među državama od 40 % između 2005. i 2006. godine.
Nakon smrti dugogodišnjeg uzbekistanskog predsjednika Islama Karimova 2. rujna 2016. godine, Mirzijojev je imenovan prijelaznim predsjednikom. Na predsjedničkim izborima 4.prosinca uvjerljivo je pobijedio s osvojenih 88,6% glasova. Dužnost je preuzeo na inauguraciji 14. prosinca. Pobjeda Mirzijojeva je bila očekivana jer je od početka slovio kao favorit. Iako je obećao nasljedovati politiku svog prethodnika, početak njegove vladavine obilježavaju reforme društva, a posebno su vidljive promjene u vanjskoj politici. Pokrenuo je proces obnove odnosa s Kirgistanom i Tadžikistanom koji su u vrijeme Karimova bili ozbiljno narušeni.
Mnogo medijske pozornosti izazvao je posjet turskog predsjednika Recepa Tayyipa Erdogana Uzbekistanu u studenom 2016. godine gdje je dogovorena obnova također narušenih odnosa između dvije zemlje. Prvi je to posjet Erdogana Uzbekistanu nakon više od 13 godina. Uzbekistan je po prvi put nakon 1994. godine posjetio i bjeloruski predsjednik Aleksandar Lukašenko. Dana 5. rujna 2017. godine Mirzijojev je stigao u povijesni posjet Kirgistanu gdje je obećao obnoviti ozbiljno narušene odnose. Prvi put nakon 26 godina dvije zemlje su uspjele riješiti otvorena granična pitanja te dogovoriti razgraničenje na 85% spornih graničnih područja.